# 体感型ゲーム
体感型ゲーム（たいかんがたゲーム）とは、参加者が現実で自ら主人公となって謎解きやミッションをクリアしたり、時には体力を駆使して挑戦する参加型のゲーム。体感型のゲームイベントとして、「体験型ゲーム」や「リアルゲーム」「リアル謎解きゲーム」とも呼ばれている。
なお、脱出ゲームのリアル（現実）版として発足された、体感型ゲームの草分け「リアル脱出ゲーム」はSCRAPの登録商標なので総称とはならない。
ゲームの進行にインターネット環境のあるスマートフォンを必要とする内容が多い。特に持ち帰り型では解答判定にウェブサイトを使用する。
街を巡る場合は期間中や営業時間内であれば制限時間のないものがほぼすべてだが、施設内の場合は制限時間があるものもある。
体を動かして操作する入力機器を用いたコンピュータゲームのジャンル体感ゲームを示す用途でも文脈に使用されるが、そちらは「体感」を示す意味を身体の動きと捉えたもので、こちら（体感型ゲーム）は実際に現実世界でプレイすることを示している。

## 主な種類
- 脱出専用の部屋の中で行われる「ルーム型（またはアジト型とも呼ぶ）」[7]
- 広い部屋やホールでイスと机が事前に用意されていて数人のチームを組み行われる「ホール型（またはヒミツキチ型や公演型とも呼ぶ）」[7]
- 野球場や閉園後のレジャー施設などで開催される「スタジアム型（または大会場型とも呼ぶ）」[7]
- 街なかやレジャー施設や宿泊施設などで行われる開催地や施設内をめぐる「フィールド型（または周遊型や回遊型とも呼ぶ）」[7]
- 持ち帰って遊ぶことができる「持ち帰り型」[7]
- 自宅にいながらパソコンやスマートフォンなどで遊べる「WEB型」[7]

## 主な体感型ゲームのイベントサービス
- あそびファクトリー（読売テレビエンタープライズ）
- AR謎解きゲーム（プレティア・テクノロジーズ）
- 時解 TokiToki eScape cafe（光明興業）
- NAZOTOWN（旧名称：謎解きタウン）（DAS）
- ナゾトキアドベンチャー（Bad News）
- なぞともCafe（バンダイナムコアミューズメント）
- NAZO×NAZO劇団（ハレガケ）
- ナゾメイト（ムービック・プロモートサービス）
- ネットとリアルで体感ゲーム（シーエスレポーターズ（現・Gugenka））
- PKシアター（PLANET KIDS ENTERTAINMENT）
- よだかのレコード（stamps）
- リアル・アクション・ロールプレイング（バンダイナムコエンターテインメント）
- リアル宝探し（タカラッシュ）
- リアル脱出ゲーム（SCRAP）